# Bentley Mark V
De Bentley Mark V was het tweede Bentley-model geproduceerd door Rolls-Royce. De Mark V was uitsluitend verkrijgbaar als rollend chassis, eigenaars moesten zelf een carrosserie laten maken door een carrosseriebouwer naar keuze.

## Geschiedenis
De Mark V werd geïntroduceerd in 1939 en was voorzien van een 4257 cc zes-in-lijnmotor, een onafhankelijke wielophanging vooraan en semi-elliptische veren achteraan. Er waren in totaal 11 Mark V-chassis gebouwd toen Bentley door het uitbreken van de Tweede Wereldoorlog besliste om de productie van alle civiele voertuigen te staken. 
Een sportieve en geoptimaliseerde variant die gepland was onder de modelnaam Corniche werd vanwege het uitbreken van de oorlog nooit uitgebracht. De Bentley Corniche werd ontworpen door Georges Paulin en de Franse carrosseriebouwer Vanvooren bouwde een volledig prototype. De modelnaam werd later gebruikt voor de Rolls-Royce Corniche.

## Fotogalerij

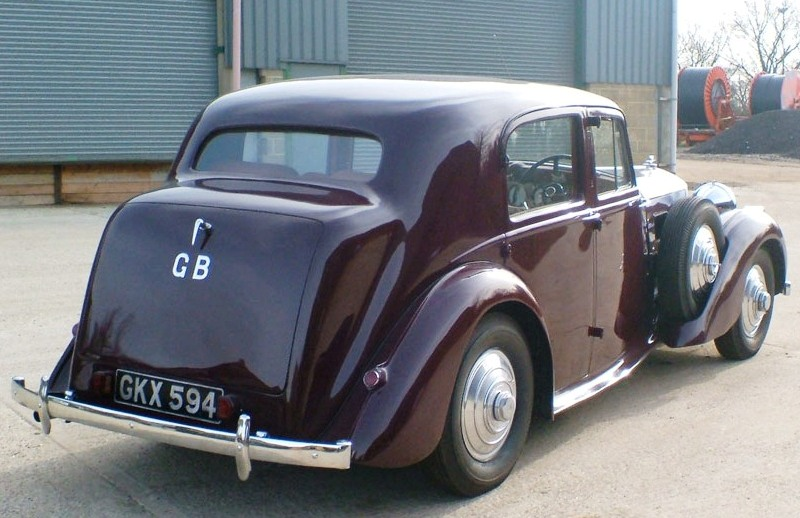
Chassis B-24-AW, achteraanzicht
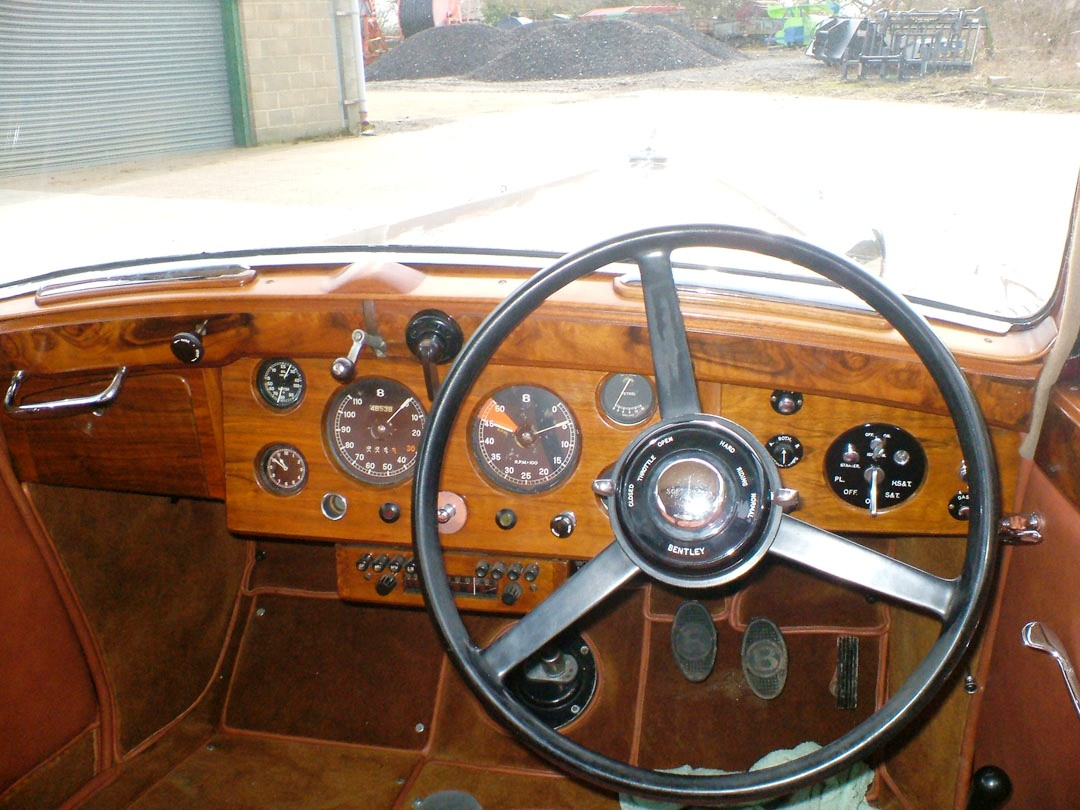
Chassis B-24-AW, dashboard
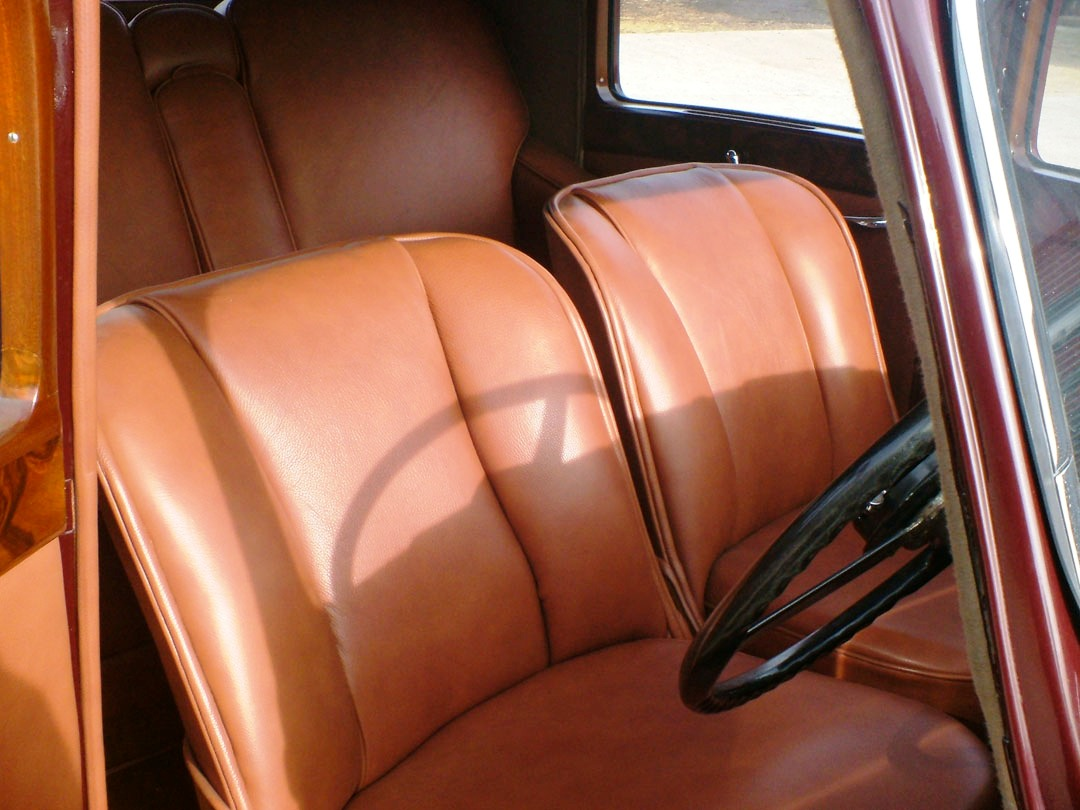
Chassis B-24-AW, interieur